# محوطه چالاو وارگه ۲
محوطه چالاو وارگه ۲ مربوط به دوره اشکانیان - دوره ساسانیان است و در شهرستان گیلانغرب، بخش مرکزی، دهستان چله، ۲۰۰ متری شمال غربی روستای چالاو وارگه علیا واقع شده و این اثر در تاریخ ۲۶ اسفند ۱۳۸۷ با شمارهٔ ثبت ۲۵۴۰۰ به‌عنوان یکی از آثار ملی ایران به ثبت رسیده است.